# 本間一夫

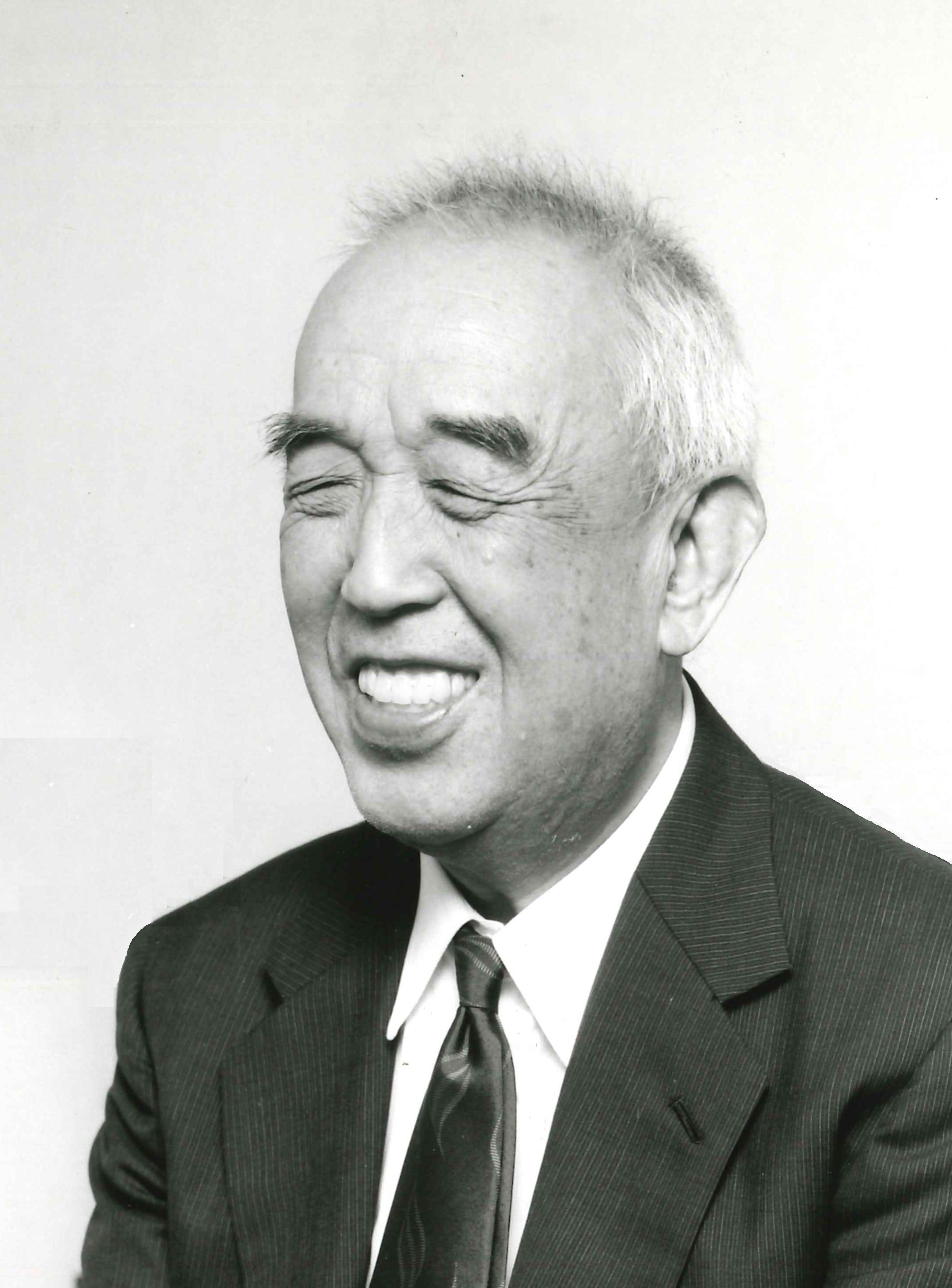
75歳の本間一夫

本間 一夫（ほんま かずお、 1915年10月7日 - 2003年8月1日）は、日本点字図書館の創立者。点字図書・録音図書の製作と貸出を主とする図書館事業に取り組み、視覚障害者の読書環境向上に貢献した。

## 来歴
1915年（大正4年）、北海道増毛町の商家丸一本間家に生まれる。1920年（大正9年）、脳膜炎にかかり視力を失う。1929年（昭和4年）、函館盲唖院に3年生として入学。点字を知る。琵琶の稽古を始める。1932年（昭和7年）、北海道弁論大会で2位を取る。演題は「明日の希望に生きよ」。1933年（昭和8年）、函館の組合教会で岩橋武夫の講演を聴く。東北・北海道弁論大会で1位を取る。演題は「聞け黎明に高鳴る響きよ」。1934年（昭和9年）、メソジスト教会で熊谷鉄太郎の講演を聴き握手する。1935年（昭和10年）、函館盲唖院中等部を卒業。

### 関西学院大学時代
1936年（昭和11年）、中村京太郎に会う。1937年（昭和12年）、関西学院長ベーツの司式により受洗する。1939年（昭和14年）、関西学院文学部専門部英文科を卒業。東京の「陽光会」に勤務し「点字倶楽部」の編集に当たる。

### 日本盲人図書館の創立

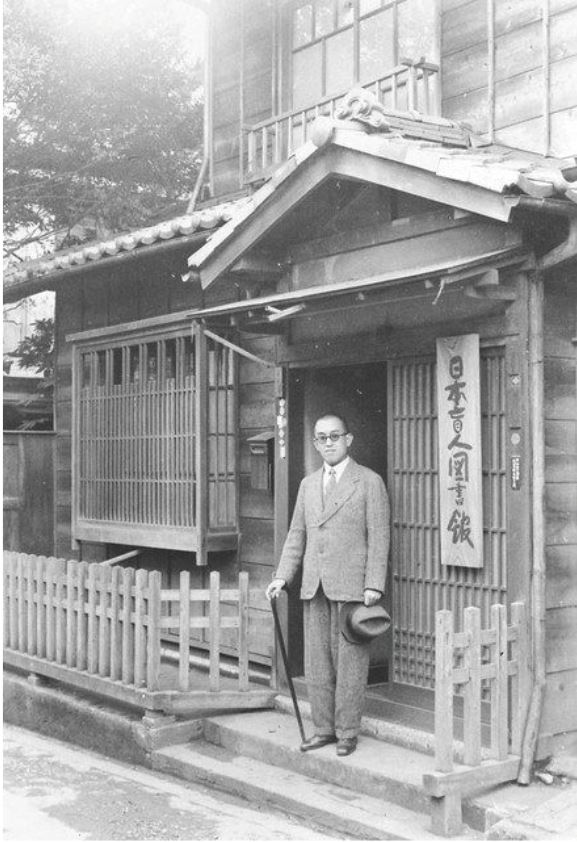
日本盲人図書館創立当初の本間一夫

1940年（昭和15年）、豊島区雑司が谷に点字図書館を創立し、「日本盲人図書館」と命名。
1941年（昭和16年）、新宿区高田馬場に図書館と住居を移転。1943年（昭和18年）、吉祥寺教会で藤林喜代子と結婚。1944年（昭和19年）、茨城県結城郡総上村に疎開。1945年（昭和20年）、北海道増毛町に再度疎開。
1948年（昭和23年）、高田馬場に住宅を再建し、「日本点字図書館」と改名し再出発する。NHK朝のラジオ「私たちの言葉」で「点訳奉仕を世に訴える」と題して話し反響を呼ぶ。東京本郷の富士見町教会でヘレン・ケラーと会い握手する。1964年（昭和39年）、加藤善徳と欧米視察旅行へ行く。ニューヨークで開催された、第3回世界盲人福祉会議に出席。ロンドンの点字図書館、ルイ・ブライユの生家などを訪問し、盲人用具150点を収集して帰国。1966年（昭和41年）、NHKラジオ「人生読本」に出演。1969年（昭和44年）、ニューデリーで開催された第4回世界盲人福祉会議に出席し講演する。1970年（昭和45年）、韓国の盲教育大会で講演する。1978年（昭和53年）、日本点字図書館理事長に就任。
1986年（昭和61年）、「わたしの青春ノート」に出演。1991年（平成3年）、「点字毎日」に「我が人生 日本点字図書館」を連載する（3月から6月まで）。1995年（平成7年）、母校の北海道函館盲学校創立100周年に招かれ記念講演をする。1996年（平成8年）、「点字毎日」に「忘れえぬ事ども」を連載する（1月から翌年3月まで）。2003年（平成15年）、心不全のため死去。享年87。
没後、日本点字図書館により本間一夫文化賞が設けられた。

## 受賞歴
- 1953年　朝日社会奉仕賞[14]。社会教育事業功労により東京都知事賞[10]
- 1956年　厚生大臣表彰[10]
- 1963年　財団法人青鳥会よりヘレンケラー賞[10]
- 1967年　毎日新聞社点字毎日文化賞[10]
- 1971年　藍綬褒章[10]
- 1977年　吉川英治文化賞[10]
- 1981年　博報賞および文部大臣奨励賞[10]
- 1982年　毎日社会福祉顕彰[10]
- 1985年　勲四等旭日小綬章[10]
- 1990年　北海道増毛町から「増毛町の名を全国的に知らしめた功績」により表彰[10]
- 1998年　関西学院大学から「優れた功績に対して贈る賞」[10]
- 2000年　鳥居賞[10]
- 2002年　第10回井上靖文化賞[15]

## 著書
- 『指と耳で読む - 日本点字図書館と私』 岩波書店、1980年、ISBN 4004201381
- 『点字あればこそ - 出会いと感謝と』 善本社、1997年、ISBN 4793903681
- 『我が人生「日本点字図書館」』 日本図書センター、2001年、ISBN 4820558870